# 韓素利
哈特斯利男爵羅伊·西德尼·喬治·哈特斯利，PC，FRSL（英語：Roy Sydney George Hattersley, Baron Hattersley，1932年12月28日—），英國工黨政治家、作家和記者。他於1964年至1997年當選下議院伯明翰斯帕布洛克選區國會議員，期間於1983年至1992年出任工黨副黨魁。他於1997年獲冊封終身男爵，晉身上議院。